# Phytomyza quadriseta
Phytomyza quadriseta este o specie de muște din genul Phytomyza, familia Agromyzidae, descrisă de Mitsuhiro Sasakawa în anul 1972.
Este endemică în Taiwan. Conform Catalogue of Life specia Phytomyza quadriseta nu are subspecii cunoscute.